# 다카하시 모토타네
다카하시 모토타네(일본어: 高橋 元種, 겐키 2년(1571년) ~ 게이초 19년 음력 10월 9일(1614년 11월 10일)는 아즈치모모야마 시대부터 에도 시대 전기의 무장·다이묘이다. 휴가 노베오카번 번주이다.

## 생애
겐키 2년(1571년) 지쿠젠의 센고쿠 다이묘 아키즈키 다네자네의 차남으로 태어나, 덴쇼 6년(1578년)에 다카하시 아키타네의 양자가 되었다. 덴쇼 15년(1587년) 도요토미 히데요시의 규슈 정벌 때 항복해 휴가 아가타(노베오카)에 5만석을 받았다. 덴쇼 20년(1592년) 임진왜란 당시 김해에 상륙하였다.
게이초 5년(1600년)의 세키가하라 전투에서는 형·아키즈키 다네나가와 행동을 함께 했다. 9월 15일 전투에서 서군이 패배하자 동군에 내응해, 도쿠가와 이에야스에게서 영토의 유지를 인정받았다. 그 후 노베오카성의 축성 등 번정의 기초를 단단히 하는데 진력한다.
하지만 게이초 18년(1613년) 가이에키 당한다. 표면적인 이유는, 도미타 노부타카와 사카자키 나오모리의 대립에 말려들었을 때, 나오모리의 조카·사키자키 사에몬이 소속 번을 뛰쳐나온것을 숨겨주었기 때문이라고 한다.
게이초 19년 음력 10월 9일(1614년 11월 10일) 다나구라에서 향년 44세로 세상을 떠났다.
| 전임 다카하시 아키타네 | 지쿠고 다카하시가 당주 1579년 ~ 1614년 | 후임 다카하시 사쿄 |

|  | 노베오카번 번주 (다카하시가) 1587년 ~ 1613년 | 후임 아리마 나오즈미 |